# Веруцкио (Римини)
Веруцкио (итал. Verucchio) је насеље у Италији у округу Римини, региону Емилија-Ромања.
Према процени из 2011. у насељу је живело 944 становника. Насеље се налази на надморској висини од 331 м.

## Становништво
| 1931. | 1936. | 1951. | 1961. | 1971. | 1981. | 1991. | 2001. | 2011. |
| ----- | ----- | ----- | ----- | ----- | ----- | ----- | ----- | ----- |
| 4.373 | 4.574 | 4.535 | 3.939 | 4.595 | 6.262 | 7.406 | 8.728 | 9.960 |